# Irene Harand
Irene Harand (* 7. September 1900 als Irene Leopoldine Wedl in Wien, Österreich-Ungarn; † 2. Februar 1975 in New York City) war eine US-amerikanisch-österreichische Politikerin, Publizistin, Schriftstellerin und Widerstandskämpferin, die besonders als Gegnerin des Nationalsozialismus bekannt wurde.

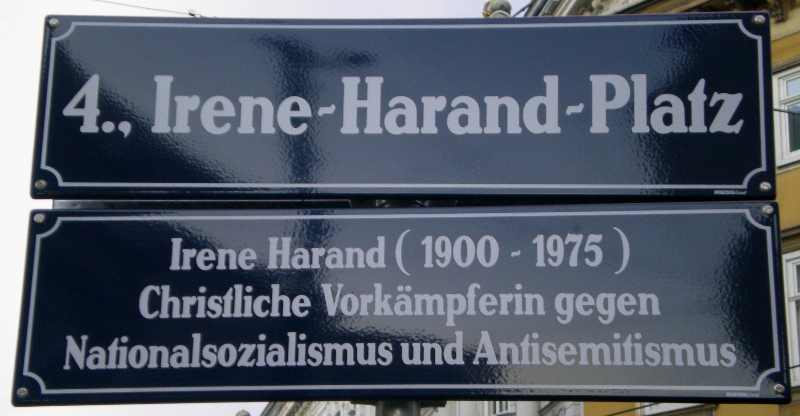
Irene-Harand-Platz in Wien

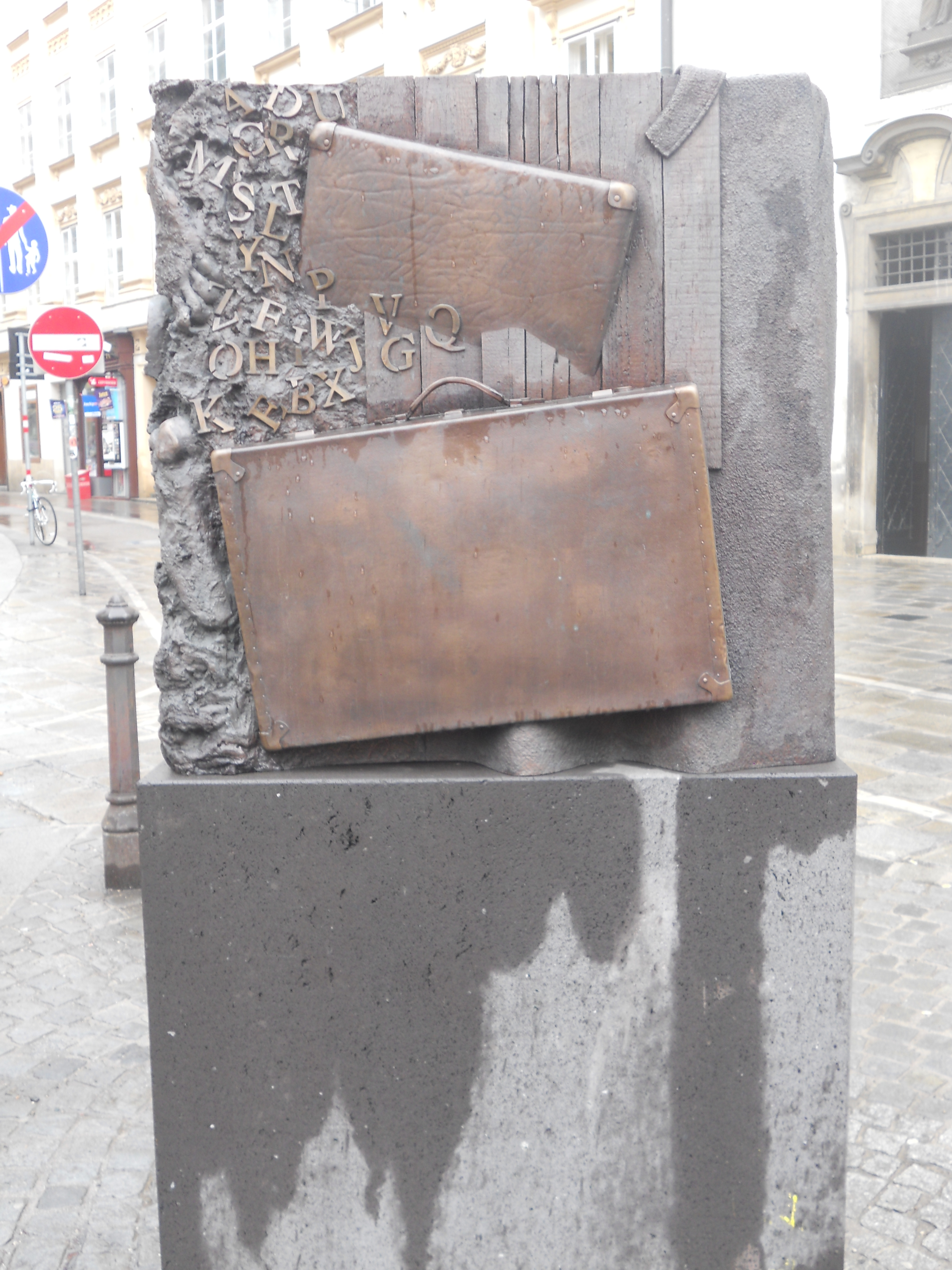
Das 2010 aufgestellte Denkmal für Irene Harand auf dem gleichnamigen Platz in Wien

## Biographie

### Frühe Jahre
Irene Leopoldine Wedl wurde im September 1900 im 5. Wiener Gemeindebezirk Margareten in der Hartmanngasse 1 als drittes von vier Kindern in eine gutbürgerliche Familie hineingeboren. Ihr katholischer Vater war Franz Wedl, ein aus Südmähren stammender Gewerbetreibender bzw. Anstreichermeister, ihre evangelische Mutter Sophie, geborene Markely, stammte aus einer siebenbürgisch-sächsischen Familie, die als junge Frau nach Wien gekommen war. Nach Pflicht- und wirtschaftlicher Mittelschule besuchte Harand die zweijährig weiterbildende der Schwestern Diwisch (Mademoiselles Divish) in der Schaumburggasse auf der Wieden. Zur Vorbereitung auf ein bürgerliches Leben wurde sie in Französisch, feinen Umgangsformen und Haushaltsführung unterrichtet.
Irene Harand wird „als voller Widersprüche“ und als „konservativ katholisch, zugleich [als] überzeugte Kosmopolitin und Frauenrechtlerin mit einem erstaunlichen internationalen Netzwerk“ sowie als „Antiideologin und politische Kämpfernatur“ beschrieben. Am 14. August 1921 heiratet sie in der Pfarrkirche St. Elisabeth im 4. Bezirk Wieden den k.u.k. Offizier Franz Harand (1895–1976). Durch den Weltkrieg verlor Irene Harand einen beträchtlichen Teil ihres Erbes. Zunächst arbeitete sie als Sekretärin, bis ihr Mann eine Anstellung fand. Von dann an wurde sie von ihm unterstützt, sodass sie sich ehrenamtlich zu engagieren begann.
In den späten 1920er Jahren arbeitete Harand im Verband der Kleinrentner und Sparer Österreichs des jüdischen Rechtsanwalts Mori(t)z Zalman(n) (geboren am 7. November 1882 in Bârlad, Rumänien; gestorben am 29. Mai 1940 im KZ Sachsenhausen), den sie 1926 kennenlernte und der sich unentgeltlich für Opfer der Inflation einsetzte. In diesem Verband wurde sie schließlich seine Stellvertreterin und schrieb für dessen Zeitung Welt am Morgen. 1930 gründete sie gemeinsam mit Zalman die „Österreichische Volkspartei“ (steht nicht in Verbindung mit der ÖVP der Zweiten Republik), die sich für Kleinrentner und Ärmere einsetzte und, im Gegensatz zu den anderen Parteien in Österreich, aktiv gegen den Antisemitismus auftrat. Bei den Wahlen am 9. November 1930 erhielt die Partei nur 0,4 Prozent der Wählerstimmen und konnte nicht in den Nationalrat einziehen.

### „Harand-Bewegung“ 1933 bis 1938
Im Herbst 1933 gründeten Zalman und Harand die Weltbewegung gegen Rassenhass und Menschennot, die unter dem Namen Harand-Bewegung bekannt wurde und als Antithese zur NSDAP-„Hitler-Bewegung“ auftrat. Die Harand-Bewegung hatte zwischen 1933 und 1938 mehrere tausend Mitglieder und Ortsgruppen in vielen europäischen Staaten. Ihr Sprachrohr war die Wochenzeitung Gerechtigkeit, die von 1933 bis 1938 in einer Auflage von ca. 28.000 Exemplaren – für kurze Zeit auch in polnischer und französischer Sprache – erschien. Ein Weltkongress der Harand-Bewegung scheiterte 1937 an den finanziellen Möglichkeiten der Organisation und der mangelnden Unterstützung der österreichischen Behörden.
Darüber hinaus war Harand eine der Gründerinnen der Women's Organization for World Order (WOWO), einer internationalen feministische und pazifistische Organisation, die im September 1935 in Genf gegründet wurde. Die WOWO entstand aus der Unzufriedenheit einiger Aktivistinnen mit der Internationalen Frauenliga für Frieden und Freiheit, da sie ihre radikaleren Ziele wie die Forderung nach einer Weltregierung und internationaler Geburtenkontrolle innerhalb der etablierten Organisation nicht verwirklichen konnten. Neben Harand gehörten zu den Hauptinitiatorinnen Anna Helene Askanasy, Elin Wägner und Ellen Hoerup. Die Organisation hielt zwischen 1935 und 1938 vier Kongresse ab und setzte sich für progressive Ziele wie Geschlechtergleichstellung, Abrüstung, reproduktive Rechte und Agrarreformen ein, bevor sie mit dem Ausbruch des Zweiten Weltkriegs ihre Aktivitäten einstellen musste.
1935 erschien ihr Buch „Sein Kampf“. Antwort an Hitler, welches sie auf eigene Kosten herausgab, in dem sie diverse antisemitische Stereotype widerlegte und in einem eigenen Kapitel auf die Fälschung der Protokolle der Weisen von Zion einging. 1936 erschien das Buch auf Französisch, 1937 auf Englisch. In ausgedehnten Vortragsreisen durch Europa und die USA (1937) versuchte Irene Harand die Öffentlichkeit gegen den Nationalsozialismus und im Speziellen gegen den Antisemitismus zu mobilisieren. Da sie der Ansicht war, dass prekäre wirtschaftliche Verhältnisse einen Nährboden für die Ideologie der Nationalsozialisten bildeten, übernahm sie Firmpatenschaften und organisierte Weihnachtsbescherungen für die Kinder Mittelloser und die Zusendung von Lebensmittelpaketen an Bedürftige. Sie versprach Hoteliers vor allem in ländlichen Regionen Gratis-Inserate in der Zeitung Gerechtigkeit, sofern diese die Zeitschrift abonnierten und sich verpflichteten, jeden Gast unabhängig von Herkunft und Religionszugehörigkeit aufzunehmen. Als Protest gegen die Münchner Ausstellung Der ewige Jude gab die Harand-Bewegung Verschlussmarken mit Porträts berühmter jüdischer Persönlichkeiten heraus.
Die überzeugte Katholikin Irene Harand war bis in die 1940er Jahre Monarchistin und eine Anhängerin des Austrofaschismus. Die Harand-Bewegung wurde Teil der Vaterländischen Front und verteidigte bis zum Schluss den autoritären Kurs der Regierungen von Engelbert Dollfuß und Kurt Schuschnigg. Gegen antisemitische Strömungen innerhalb des Austrofaschismus und der katholischen Kirche in Österreich trat die Harand-Bewegung jedoch massiv auf.

### Emigration 1938 und weiteres Leben
Nach dem „Anschluss Österreichs“ 1938 wurde ein Kopfgeld von 100.000 Reichsmark auf Irene Harand ausgesetzt und ihre Bücher wurden in Salzburg öffentlich verbrannt. Harand, die zu jener Zeit in Großbritannien mit Wohnsitz in London war, konnte jedoch nicht gefasst werden. (Spätestens) im Herbst 1938 zog sie in die USA. 1940 wurde sie auf die Sonderfahndungsliste G.B., Buchstabe H gesetzt, gesucht vom Reichssicherheitshauptamt, Referat VI G1.
In den USA gründete sie die Exilorganisation Austrian Forum mit und führte in den 1940er Jahren die Frauenorganisation der amerikanischen Non-Sectarian Anti-Nazi League to Champion Human Rights. Zudem verhalf sie österreichischen Juden zu Visa für die USA, wodurch mehr als 100 Menschen vor der nationalsozialistischen Verfolgung fliehen konnten. 1941 war sie in London an der Gründung des Free Austrian Movements beteiligt.
Das Reichsministerium des Innern des Deutschen Reichs, vertreten von dem aus Wiesbaden stammenden Juristen und späteren SS-Obergruppenführer Wilhelm Stuckart (1902–1953), der am 20. Januar 1942 an der Wannseekonferenz über die „Endlösung der Judenfrage“ teilgenommen hatte, entschied und veröffentlichte mit Wirkung vom 16. Juni 1942 im Deutschen Reichanzeiger bezüglich Irene und Franz Harand den Widerruf ihrer Einbürgerung (aus Österreich in die „Ostmark“) und die Aberkennung bzw. den Verlust der deutschen Staatsangehörigkeit für das emigrierte Ehepaar.
Im Jahr 1944 wurde sie Staatsbürgerin der Vereinigten Staaten.

### Tod und Bestattungsort

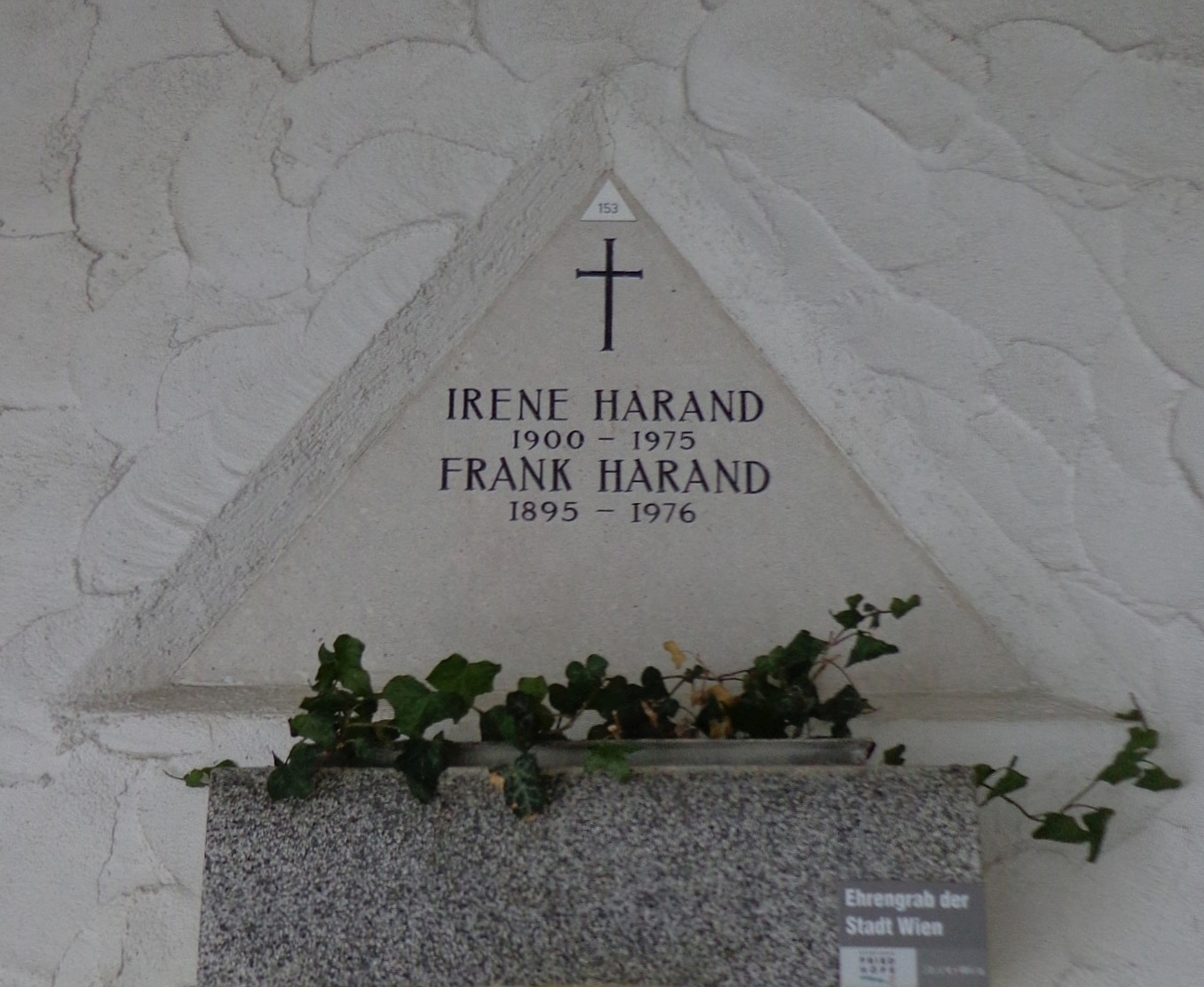
Grabstätte von Irene und Frank Harand

Irene Harand starb 1975 in New York. Ihre Asche wurde am 27. Juni 1975 in einem auf Friedhofsdauer ehrenhalber gewidmeten Grab (Abteilung ARI, Nummer 153) im Urnenhain der Feuerhalle Simmering beigesetzt. Bei der Beisetzungszeremonie hielt Carry Hauser, zu dieser Zeit Präsident der Aktion gegen den Antisemitismus in Österreich, eine Rede. Im März 1976 wurde dort auch ihr verstorbener Mann Frank (geboren als Franz; 1895–1976) Harand bestattet.
Harands einstiger Mitstreiter Moriz Zalman (auch: Moritz Zalman bzw. Zalmann) erhielt ebenfalls auf Friedhofsdauer ehrenhalber gewidmetes Grab in den Ehrengräber Krematorium (Abteilung 6, Ring 3, Gruppe 4, Nummer 39).

## Auszeichnungen und Ehrungen
- Am 26. September 1967 oder 15. Oktober 1968 wurde sie von der Holocaust-Gedenkstätte Yad Vashem als „Gerechte unter den Völkern“ anerkannt.[4] (Siehe auch Liste der Gerechten unter den Völkern aus Österreich.)
- 1971 erhielt sie das Goldene Ehrenzeichen für Verdienste um die Republik Österreich.[23]

- 1990 wurde das Haus Judengasse 4 – ein Wiener Gemeindebau – auf Initiative von Peter Marboe auf Irene-Harand-Hof umbenannt.[24][25]

- 2004: Veranstaltung des Begleitprogramms im Gedenken an die Widerstandskämpferin Irene Harand zur Ausstellung „Wien, Stadt der Juden. Die Welt der Tante Jolesch“ im Jüdischen Museum Wien.[26]

- 2005: Im Zuge einer Neuauflage von Irene Harands Buch Sein Kampf gaben am 12. März 2005 in einer 14-stündigen „Marathonlesung“ 106 Künstler, Literaten, Wissenschaftler und Publizisten der Österreicherin im Erzbischöflichen Palais in Wien und via Videowall auf dem Stephansplatz ihre Stimme zurück.[27] Die Lesung fand unter jenem Christusbild statt, das am 8. Oktober 1938 beim Sturm der Hitlerjugend von Dolchen durchbohrt und zur Erinnerung in diesem Zustand belassen wurde.

- 2006 wurde im Gemeinderat die Benennung der vor der Paulanerkirche an der Wiedner Hauptstraße liegende Verkehrsfläche beschlossen (Gemeinderatsbeschluss vom 21. Februar 2006).[28][29] Die tatsächliche Benennung in Irene-Harand-Platz wurde am 29. Oktober 2008 mit Reden von Bezirksvorsteherin Susanne Reichard, Stadtrat a. D. Peter Marboe und Prälat Bischofsvikar Karl Rühringer vollzogen.[6]

- 2010: Aufstellung eines Denkmals für Irene Harand auf dem nach ihr benannten Platz bei der Paulanerkirche.[7]

## Publikationen
- So oder So? Die Wahrheit über den Antisemitismus. Österreichische Volkspartei, Wien 1933.
- „Sein Kampf.“ Antwort an Hitler. [vielfach auch zitiert als: Sein Kampf. Antwort an Hitler.] Im Selbstverlag der Verfasserin Irene Harand. Wien 1935 (DNB 99238060X).[30]
  - „His Struggle.“ (An Answer to Hitler). Chicago 1937.
  - „Sein Kampf“ („His Fight“). Answer to Hitler and his Mein Kampf. Englische Ausgabe von William B. Korach. Laguna Hills (Kalifornien) 1983.
  - Franz R. Reiter (Hrsg.): „Sein Kampf“. Antwort an Hitler. Reproduktion der Ausgabe Wien 1935. Mit Vorworten von Christoph Kardinal Schönborn: Christ und Antisemit sein ist unvereinbar und Peter Marboe: Eine Gerechte; sowie einem Nachwort von John Haag: Europe’s Noblest Woman. Mit einem Plakat der Österreichischen Volkspartei der Ersten Republik: „Für Wahrheit und Gerechtigkeit“. Ephelant, Wien 2007, ISBN 978-3-900766-16-0.
  - „Hitler’s Lies.“ An Answer to Hitler’s Mein Kampf. Übersetzung der Ausgabe Wien 1935, Jaico Publishing House, Mumbai 2010, ISBN 978-81-8495-070-0.
- „Son Combat.“ Réponse á Hitler. Brüssel / Wien 1936.
- als Hauptschriftleiterin (erste Ausgabe), als Herausgeberin (letzte Ausgabe): Von der Österreichischen Nationalbibliothek digitalisierte Ausgaben: Gerechtigkeit. Gegen Rassenhaß und Menschennot. (online bei ANNO). Ausgabe 6. September 1933 bis Ausgabe 10. März 1938.
- mit Gottfried Heindl (Hrsg.): Austrian Writers in the United States 1938–1968. An Exhibition of the Austrian Institute and the Austrian Forum, 5.–26. April 1968. Austrian Institute, New York 1968.

## Radio und Fernsehen
- Abrechnung mit dem Antisemitismus: Harand, Irene. Ö1-Sendereihe: Chronisten, Reporter, Aufklärer, Folge 44, 25. Juli 2022, 4:50 Min. Von Robert Weichinger. In: oe1.ORF.at, abgerufen am 31. Jänner 2025.
- Irene Harand. Ö1-Sendereihe: Betrifft: Geschichte. Gesendet anlässlich des Internationalen Frauentags am 8. März 2024: Die Frau, die sich mit Hitler anlegte. Mit Christian Klösch und Kurt Scharr. Gestaltung: Rosemarie Burgstaller. In: oe1.ORF.at, 4. März 2024, abgerufen am 31. Jänner 2025.
 Erstausstrahlung in fünf Folgen, März 2022:
  - Folge 1, 7. März 2022 (Memento vom 11. März 2022 im Internet Archive): 4:51 Min. (mp3; 6,7 MB).
  - Folge 2, 8. März 2022 (Memento vom 11. März 2022 im Internet Archive): 4:52 Min. (mp3; 6,7 MB).
  - Folge 3, 9. März 2022 (Memento vom 11. März 2022 im Internet Archive): 4:52 Min. (mp3; 6,7 MB).
  - Folge 4, 10. März 2022 (Memento vom 11. März 2022 im Internet Archive): 4:50 Min. (mp3; 6,7 MB).
  - Folge 5, 11. März 2022 (Memento vom 11. März 2022 im Internet Archive): 4:47 Min. (mp3; 6,6 MB).
- Ihr Kampf – Irene Harand gegen Hitler. Dokumentation (55 Min.) mit einem fiktional inszenierten Fernsehinterview („New York 1962“) mit Irene Harand (verkörpert von Julia Stemberger). Koproduktion des ORF von Provinzfilm und Bundesministerium für Bildung, Wissenschaft und Forschung, 2018. Buch und Regie: Andreas Gruber, Redaktion: Christoph Guggenberger. Gefördert von Kulturland Oberösterreich, Zukunftsfonds der Republik Österreich und Nationalfonds der Republik Österreich für Opfer des Nationalsozialismus.[8]